# Siegward Schier
Siegward Schier (* 1974 in Wien) ist ein Brigadier des österreichischen Bundesheeres.

## Militärische Laufbahn

### Ausbildung und erste Verwendungen
Er absolvierte die Theresianische Militärakademie in Wiener Neustadt und musterte 1998 als Leutnant zum Panzergrenadierbataillon 13 nach Ried im Innkreis  aus.

### Dienst als Stabsoffizier
Von 2003 bis 2006 absolvierte er den 17. Generalstabslehrgang an der Landesverteidigungsakademie in Wien, um danach unter anderem als Kommandant des Pionierbataillons 3 in Melk, sowie als Chef des Stabes bei der 3. Panzergrenadierbrigade eingesetzt zu werden.
Vor seiner Beförderung zum Brigadekommandanten war er an der Landesverteidigungsakademie als Hauptlehroffizier und Forscher sowie als Kommandant des 12. Strategischen Führungslehrganges tätig. Weiterhin war er Teilnehmer am Command and General Staff College in Fort Leavenworth in Kansas (USA).

### Dienst im Generalsrang
Zum 22. Januar 2019 wurde er zum Brigadekommandant der 4. Panzergrenadierbrigade ernannt und gleichzeitig zum Brigadier befördert.
Seit 2025 ist er Leiter Geschäftsführung Fachhochschule und stellvertretender Leiter Direktion 3 B.

### Auslandseinsätze
- zweimal im Kosovo[2]

## Privates
Siegward Schier ist verheiratet und hat zwei Kinder.